# Exeristes denticulator
Exeristes denticulator är en stekelart som beskrevs av Aubert 1983. Exeristes denticulator ingår i släktet Exeristes och familjen brokparasitsteklar. Inga underarter finns listade i Catalogue of Life.